# Paphiopedilum acmodontum
Paphiopedilum acmodontum es una especie de la familia de las orquídeas. Es originaria de Filipinas.

## Descripción
Es una orquídea de tamaño mediano que prefiere el clima cálido con creciente hábito terrestre. Tiene hojas dísticas, elíptico-oblongas, acuminadas, minuciosamente tridentados apicalmente, de color verde claro y oscuro, que florece en una inflorescencia erecta, de 25 cm de largo, escasamente pubescente, verde y morado con ovadas brácteas florales, pubescentes.

## Distribución y hábitat
Es un endemismo de las Filipinas que se encuentra a una altitud de hasta 1000 metros. 

## Taxonomía
Paphiopedilum acmodontum fue descrita por M.W.Wood y publicado en Orchid Review 84: 350. 1976.
Etimología
Paphiopedilum (Paph.): , nombre genérico que deriva de las palabras griegas: "Paphia": de "Paphos", epíteto de "Venus" y "pedilon" = "sandalia" ó "zapatilla" aludiendo a la forma del labelo como una zapatilla.
acmodontum; epíteto que se refiere a las proyecciones similares a dientes en el labio.